# 青森市立本郷小学校
青森市立本郷小学校（あおもりしりつ ほんごうしょうがっこう）は、青森県青森市浪岡（旧南津軽郡浪岡町）にある公立小学校。

## 基礎情報
- 所在地 - 浪岡大字本郷字一本柳4番地

## 沿革
- 1874年（明治7年） - 本郷村に「本郷小学」として発足。
- 1887年（明治20年） - 「竹鼻尋常小学校」と改称。
- 1892年（明治25年） - 本郷村字柳田の鎌田平次郎所有地借用して、校舎を新築し、「本郷尋常小学校」と改称。
- 1909年（明治42年）12月 - 字篠原に校舎新築移転。
- 1933年（昭和8年）4月1日 - 高等科を併置し、「本郷尋常高等小学校」と改称。
- 1941年（昭和16年）4月1日 - 国民学校令により、「本郷国民学校」と改称。
- 1947年（昭和22年）4月1日 - 学校教育法施行（学制改革）により、「五郷村立本郷小学校」と改称。同日、「本郷中学校」を併置し、高等科生を中学校に移籍。
- 1950年（昭和25年）1月28日 - 本郷中学校は五郷中学校として、北中野中学校に併合移転。
- 1953年（昭和28年）11月3日 - 本郷字岸田17番地に、校舎新築移転。
- 1954年（昭和29年）12月15日 - 五郷村が浪岡町に合併されたことにより、「浪岡町立本郷小学校」と改称。
- 1959年（昭和34年）10月 - 東側隣接地に2学級増築（40坪）。
- 1963年（昭和38年）1月 - 創立70周年記念式典挙行（校歌制定・披露）。
- 1970年（昭和45年）9月 - 岩石園完成。
- 1989年（平成元年）
  - 6月 - 本郷字一本柳4番地（現在地）に本校舎竣工。
  - 7月 - 新校舎（現在地）へ移転。岸田17番地の旧校舎跡地には、浪岡町立本郷幼稚園が建立された。
- 1990年（平成2年）
  - 2月 - 照明塔2基完成。
  - 8月 - プール完成。
- 1991年（平成3年）9月 - 台風19号により、学校施設に大きな被害者が出た。
- 1993年（平成5年）11月 - 創立100周年記念式典挙行[1]。
- 2005年（平成17年）4月1日 - 浪岡町が青森市に合併されたことにより、「青森市立本郷小学校」と改称。
- 2020年（令和2年）4月 - 2学期制導入。

## 学区
出典
- 吉内（字東留岡、字博打ヶ沢、字富田、字西留岡、字山下、字杉ノ沢）
- 本郷（字柳田、字平岡、字牧ノ沢、字豊田、字柳原、字平田、字篠原、字岸田、字松元、字田ノ沢、字一本柳）

## 交通アクセス
- 弘南バス黒石本郷浪岡線で、「本郷小学校前」バス停下車。
- JR東日本奥羽本線浪岡駅から、弘南バス黒石本郷浪岡線で、「本郷小学校前」バス停下車。
- 弘南鉄道弘南線黒石駅から、弘南バス黒石本郷浪岡線で、「本郷小学校前」バス停下車。

## 参考資料
- 『浪岡町史 第四巻』（浪岡町・2004年12月15日発行）「第Ⅶ部 21世紀を迎えて・第4章 ゆたかな教育」560頁～561頁「第一節 社会教育・二 現在の小学校・本郷小学校」。
- 『青森県教育史 別巻』（青森県教育委員会・1973年12月20日発行）「学校沿革 小学校」788頁～789頁「本郷小学校」。